# Мар'ївська сільська рада (Ленінський район)
Ма́р'ївська сільська́ ра́да — адміністративно-територіальна одиниця та орган місцевого самоврядування в Ленінському районі Автономної Республіки Крим. Адміністративний центр — село Мар'ївка.

## Загальні відомості
- Населення ради: 840 осіб (станом на 2001 рік)

## Населені пункти
Сільській раді підпорядковані населені пункти:
- с. Мар'ївка
- с. Борисівка
- с. В'язникове
- с. Пташкине

## Склад ради
Рада складалася з 14 депутатів та голови.
- Голова ради: Халілов Таляд Едемович

### Керівний склад попередніх скликань
| Прізвище, ім'я, по батькові | Основні відомості                                                         | Дата обрання | Дата звільнення |
| --------------------------- | ------------------------------------------------------------------------- | ------------ | --------------- |
| Халілов Таляд Єдемович      | Сільський голова, 1956 року народження, член Партії регіонів              | 26.03.2006   | 31.10.2010      |
| Халілов Таляд Едемович      | Сільський голова, 1958 року народження, освіта вища, член Партії регіонів | 31.10.2010   |                 |

Примітка: таблиця складена за даними сайту Верховної Ради України

### Депутати
За результатами місцевих виборів 2010 року депутатами ради стали:

#### За суб'єктами висування
| Суб'єкт висування | Кількість обраних депутатів | %    |
| ----------------- | --------------------------- | ---- |
| Партія регіонів   | 10                          | 71,4 |
| Самовисування     | 4                           | 28,6 |

#### За округами
| № округу        | Прізвище, ім'я, по батькові  | Дата визнання обраним | Освіта             | Партійна приналежність | Відомості про обраного депутата                      |
| --------------- | ---------------------------- | --------------------- | ------------------ | ---------------------- | ---------------------------------------------------- |
| Партія регіонів |                              |                       |                    |                        |                                                      |
| 2               | Куюжуклу Дмитро Васильович   | 02.11.2010            | середня            | член Партії регіонів   | тимчасово не працює                                  |
| 4               | Федоренко Ніна Іванівна      | 02.11.2010            | середня спеціальна | член Партії регіонів   | тимчасово не працює                                  |
| 5               | Стоянова Інна Валентинівна   | 02.11.2010            | вища               | член Партії регіонів   | Мар'ївська загальноосвітня школа І-ІІІ ст., секретар |
| 6               | Мазепа Василь Васильович     | 02.11.2010            | середня            | член Партії регіонів   | Опукський заповідник, єгер                           |
| 7               | Мініч Ірина Петрівна         | 02.11.2010            | середня            | член Партії регіонів   | Мар'ївська сільська рада, секретар                   |
| 9               | Жданова Людмила Вячеславівна | 02.11.2010            | середня            | член Партії регіонів   | Мар'ївська сільська рада, касир                      |
| 10              | Антоненко Леонід Дмитрович   | 02.11.2010            | середня спеціальна | член Партії регіонів   | фермерське господарство, робітник                    |
| 11              | Мініч Леонід Олексійович     | 02.11.2010            | середня            | член Партії регіонів   | тимчасово не працює                                  |
| 13              | Желтенко Андрій Миколайович  | 02.11.2010            | середня            | член Партії регіонів   | КГОКРООР, єгер                                       |
| 14              | Маленко Лариса Костянтинівна | 02.11.2010            | середня            | член Партії регіонів   | Мар'ївська сільська рада, головний бухгалтер         |
| Самовисування   |                              |                       |                    |                        |                                                      |
| 1               | Асаєва Неджиде               | 02.11.2010            | середня            | позапартійна           | тимчасово не працює                                  |
| 3               | Омельченко Геннадій Петрович | 02.11.2010            | середня            | позапартійний          | фермерське приватне господарство, фермер             |
| 8               | Шефікова Райме Рашидівна     | 02.11.2010            | вища               | позапартійна           | ПП «Агро-Опук», директор                             |
| 12              | Талібова Гульнар Муєдинівна  | 02.11.2010            | середня            | позапартійна           | тимчасово не працює                                  |